# Maskerkraai
De maskerkraai (Corvus tristis) behoort tot de familie van de kraaiachtigen.

## Verspreiding en leefgebied
Deze soort is endemisch in Nieuw-Guinea.

## Status
De grootte van de populatie is niet gekwantificeerd maar de soort wordt omschreven als vrij algemeen. Op de Rode lijst van de IUCN heeft deze soort de status niet bedreigd.